# 亨利·诺克斯
亨利·諾克斯（英語：Henry Knox，1750年7月25日—1806年10月25日），美國獨立戰爭時期大陸軍將軍，美國立國後擔任美國戰爭部長。
諾克斯生於1750年波士頓，幼年就讀波士頓拉丁學院，但因父親早喪，而要到書店工作，期間養成對軍事及火炮的興趣。1770年波士頓大屠殺發生，諾克斯亦在現場，後來曾到法庭作供。1771年諾克斯另立門戶，開設書店，並與彌敦內爾·格連結為至交。
1774年，諾克斯與一名女子結婚。諾克斯本身支持自由之子，並協助商人拒絕卸載英國茶葉；而他的親家卻是效忠派，一直反對親事，並想諾克斯加入英國陸軍。
1775年4月，列星頓和康科德戰役爆發，諾克斯夫婦逃離波士頓，自此與親家各不相見。此後諾克斯加入革命一方，並迅即嶄露頭角，為民兵總司令亞提馬斯·華德建造防禦工事。當大陸軍總司令喬治·華盛頓在7月抵達波士頓市郊時，兩人一拍即合，華盛頓更向大陸議會大力舉薦諾克斯。由於波士頓之圍陷入僵局，諾克斯被派往提康德羅加堡，透過大炮遠運，將多門重型火炮運抵波士頓。這些火炮在多徹斯特高地爭奪戰中架到山上，逼使威廉·何奧下令撤離波士頓。
在約翰·亞當斯奔走下，諾克斯在1776年初正式獲得上尉軍銜，專門負責炮兵事宜。隨著波士頓圍城戰結束，諾克斯被派往紐約市佈防，期間與亞歷山大·漢密爾頓及班傑明·林肯等人結交。稍後諾克斯參與紐約及新澤西戰役多場重要戰事，包括在特倫頓戰役中負責補給。這些戰功使他在1777年初獲陞為准將。費城戰役後諾克斯開設了美軍第一所炮兵訓練學校，成為美國軍事學院的前身。約克鎮戰役時諾克斯亦隨軍南征，並且負責督導炮兵。
1782年，諾克斯獲議會擢升為少將。當時諾克斯年僅32歲，是大陸軍中最年輕的少將。戰爭結束後諾克斯短暫維持軍職，但因議會無意任命他為美國戰爭部長，所以他在1784年主動退役，返回麻薩諸塞州。接著數年，諾克斯逐步成為緬因州的大地主。他又創辦了辛辛那提會，與各個獨立戰爭軍官保持聯絡。
1785年，聯邦議會終於決定任命諾克斯為美國戰爭部長。諾克斯在任初期，負責組建一支常備民兵，然而這支軍隊卻難以應付謝司叛亂。諾克斯主張建立一支正規陸軍，他的建議更成為美國陸軍創立的濫觴。謝司叛亂後，美國制憲會議召開。諾克斯主張擴大聯邦政府權力，並鼓勵華盛頓參與會議，自己則大力遊說麻薩諸塞自治政府支持。當美國憲法通過後，諾克斯一度成為副總統的熱門人選，但他選擇繼續留任戰爭部。副總統最終由約翰·亞當斯獲選。
華盛頓就任總統後，任命諾克斯為第一任戰爭部長。諾克斯在任期間，美國先因土地糾紛而發動美國印第安戰爭，到1793年又與法國陷入準戰爭狀態。諾克斯派出軍隊攻打西部邊境的印第安部族，同時籌組美國海軍，以應付法國的海上威脅。至於對內方面，諾克斯亦有籌組民兵，對付威士忌暴亂。
1795年諾克斯辭職退休，專注於土地炒賣，一度成為緬因州最大地主。然而諾克斯在收地時對開拓者過於苛暴，令他的名聲受損。晚年諾克斯因投資失利而欠下巨債，被迫出售大量土地。1806年10月22日諾克斯誤吞雞骨、引發喉嚨發炎，於三日後病重死亡。

## 相關頁面
- 美國的諾克斯縣
- 诺克斯堡，以美国金条储藏所的位置而闻名
- 美國海軍、中華民國海軍的諾克斯級巡防艦